# Долно Каваклиево
Долно Каваклиево или Кьопек Кавакли (на гръцки: Κάτω Καβακλί, на турски: Köpek Kavaklı) е бивше село в Егейска Македония, Гърция, на територията на дем Делта в административна област Централна Македония.

## География
Долно Каваклиево е било разположено в Солунското поле, в областта Вардария, на 2 km североизточно от Коняри (Анатолико) и на 5 km югозападно от Текелиево (Синдос), на левия северен бряг на канала Малък Вардар.

## История

### В Османската империя
В XIX век Каваклиево е българско чифлишко селище в Солунска каза на Османската империя. В 1848 година руският славист Виктор Григорович описва в „Очерк путешествия по Европейской Турции“ Кавакли като българско село. Александър Синве (Les Grecs de l’Empire Ottoman. Etude Statistique et Ethnographique), който се основава на гръцки данни, в 1878 година пише, че в Кьопек Кавакли (Keupek-kavakly) живеят 60 гърци.
В „Етнография на вилаетите Адрианопол, Монастир и Салоника“, издадена в Константинопол в 1878 година и отразяваща статистиката на населението от 1873 година, Каваклиево (Cavaclievo) е показано като село с 12 домакинства и 42 жители българи.
В 1900 година според Васил Кънчов („Македония. Етнография и статистика“) в Долно Каваклиово 85 българи християни.
Цялото население на Долно Каваклиево е под върховенството на Цариградската патриаршия. По данни на секретаря на Българската екзархия Димитър Мишев (La Macédoine et sa Population Chrétienne) в 1905 година в Долно Каваклиево (Dolno-Kavaklievo) има 80 българи патриаршисти гъркомани.
В 1905 година според гръцки данни в селото има 27 жители, предимно гърци православни. Жителите са тясно свързани със селата Кулакия, Теклиево, Лапра, Махмудово и Колопанци.
Според доклад на Димитриос Сарос от 1906 година Кавакли Долно (Καβακλί Κάτω) е славяногласно село в Солунската митрополия с 30 жители с гръцко съзнание.

### В Гърция
В 1913 година след Междусъюзническата война Долно Каваклиево остава в Гърция.